# Jaroslav Seifert

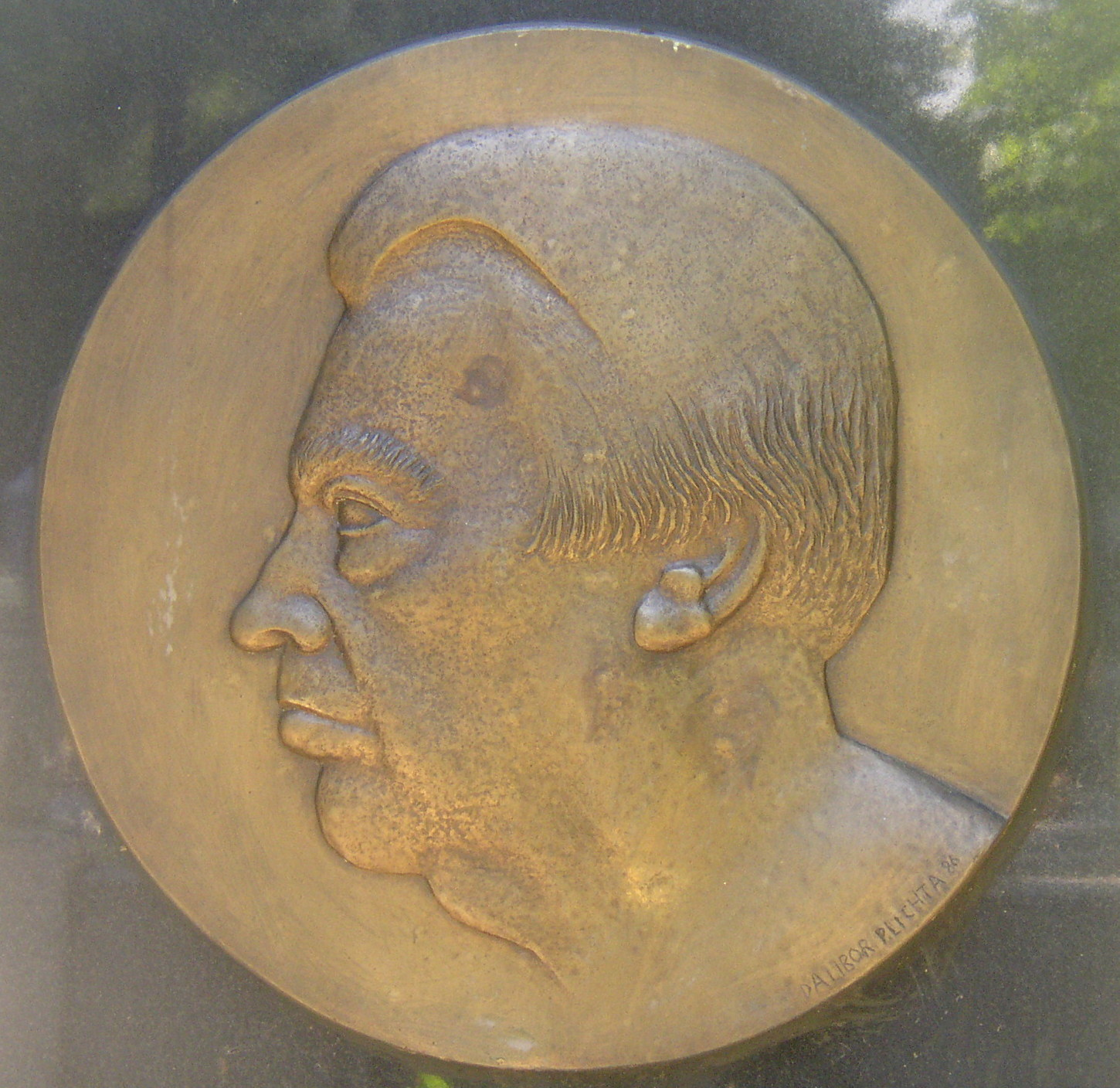
Jaroslav Seifert sírképe

Jaroslav Seifert (Žižkov, 1901. szeptember 23. – Prága, 1986. január 10.) irodalmi Nobel-díjas cseh író, költő.

## Fiatalkora
Prága egyik elővárosában született, középiskolai tanulmányait félbeszakítva újságírónak állt. Első verseskötete 1921-ben jelent meg, amellyel bekerült a csehszlovák művészi élet körforgásába. Fiatalon belépett a Csehszlovák Kommunista Pártba, több kommunista lapnál és kiadónál dolgozott. Ezekben az időkben a csehszlovák avantgárd egyik vezető egyéniségének számított, az avantgardista Devětsil című folyóirat egyik alapító szerkesztője volt.
1929-ben hat másik társával elhagyta a kommunista pártot, miután az új vezetőségben bolsevik tendenciákat véltek felfedezni. Utána a szociáldemokrata, ill. szakszervezeti sajtó egyik meghatározó embere lett.

## Hivatásos íróként
1949-ben hagyott fel végleg az újságírással és életét az irodalomnak szentelte. 1968-ig több állami kitüntetésben részesült (1967-ben a Nemzet Művésze lett). 1968 és 1970 között a Csehszlovák, ill. Cseh Írószövetség elnöki tisztségét is betöltötte. Idővel Seifert kikerült az irodalmi elitből, tűrt szerzővé vált. Ez kicsúcsosodott 1977-ben, amikor ő is aláírta a csehszlovák politikai elitet kritizáló Charta ’77-et.
Nemzetközileg utána 1984-ben figyeltek fel rá, amikor megkapta az irodalmi Nobel-díjat. Egészségi állapota miatt nem tudott Stockholmba utazni, helyette lánya ment ki átvenni a díjat (bár más források szerint a csehszlovák hatóságok nem engedték ki). Hazája sajtójában a díj alacsony visszhangban részesült. Két évvel később Prágában hunyt el. Műveit elsősorban Nagy László és Végh György fordította magyarra.
Egy időben a prágai Arany utcácskában élt.

## Verseskötetek
- Pestisoszlop
- Esernyő a Piccadillyről

### Magyarul
- Talán rózsát hozok; vál. Jirí Opelík, ford. Csordás Gábor et al.; Európa, Bp., 1986 (Napjaink költészete)